# Jet (Zeitschrift)
Jet ist ein US-amerikanisches digitales Wochenmagazin, das sich auf Nachrichten, Kultur und Unterhaltung im Zusammenhang mit der afroamerikanischen Gemeinschaft konzentriert. Das Magazin wurde im November 1951 von John H. Johnson in der Johnson Publishing Company in Chicago, Illinois, gegründet und trug zunächst den Namen „The Weekly Negro News Magazine“. Jet berichtete über die Bürgerrechtsbewegung von ihren ersten Jahren an, einschließlich der Ermordung von Emmett Till, des Montgomery-Busboykotts und der Aktivitäten des Bürgerrechtsführers Martin Luther King Jr.
Jet wurde vom 1. November 1951 bis zu seiner Ausgabe vom 27. Dezember 1999 im Digest-Format und ausschließlich oder überwiegend in Schwarzweiß gedruckt. Im Jahr 2009 erweiterte Jet eine der wöchentlichen Ausgaben zu einer Doppelausgabe, die einmal im Monat erschien. Johnson Publishing Company kämpfte mit dem gleichen Verlust an Auflage und Werbung wie andere Zeitschriften und Zeitungen im digitalen Zeitalter. Die letzte gedruckte Ausgabe von Jet wurde am 23. Juni 2014 veröffentlicht. Fortan wurde die Publikation ausschließlich als digitale Magazin-Anwendung weitergeführt. 2016 verkaufte Johnson Publishing Jet und seine Schwesterpublikation Ebony an das Private-Equity-Unternehmen Clear View Group. Seit dem Verkauf ist der Verlag als Ebony Media Corporation bekannt.

## Geschichte
Die erste Ausgabe von Jet wurde am 1. November 1951 von John H. Johnson in Chicago, Illinois, veröffentlicht. Johnson nannte seine Zeitschrift Jet, weil er wollte, dass der Name „Schwarz“ und „Geschwindigkeit“ symbolisiert.
In der ersten Ausgabe von Jet schrieb Johnson:

„In the world today everything is moving along at a faster clip. There is more news and far less time to read it.“

„In der Welt von heute bewegt sich alles in einem schnelleren Tempo. Es gibt mehr Nachrichten und viel weniger Zeit, sie zu lesen.“

Das Ziel von Jet war es, „Nachrichten über Ereignisse unter Negern in den gesamten USA zu liefern - in den Bereichen Unterhaltung, Politik, Sport, soziale Ereignisse sowie Berichte über ungewöhnliche Persönlichkeiten, Orte und Ereignisse“. Der schwarze Komödiant und Entertainer John Sanford (besser bekannt als „Redd Foxx“) nannte das Magazin „The Negro Bible“.
Jet wurde im Jahr 1955 durch seine schockierende und anschauliche Berichterstattung über den Mord an Emmett Till landesweit bekannt. Die Popularität der Zeitschrift wurde durch die fortlaufende Berichterstattung über die aufkeimende Bürgerrechtsbewegung weiter gesteigert. Die Veröffentlichung eines Fotos von Tills brutal zugerichteter Leiche in der Ausgabe vom 22. September 1955 inspirierte die schwarze Gemeinschaft dazu, sich mit rassistischer Gewalt auseinanderzusetzen, und war ein Katalysator für die Bürgerrechtsbewegung.
Die Kampagne der Johnson Publishing Company für wirtschaftliche, politische und soziale Gerechtigkeit beeinflusste die Aufnahme progressiver Ansichten. Von 1970 bis 1975 forderte Jet die abtreibungsfeindliche Haltung konservativer Leser heraus, indem es Ärzten, die Abtreibungen durchführten, eine Plattform bot, um wissenschaftliche Fakten über Abtreibungsverfahren zu diskutieren.
Im Mai 2014 kündigte die Zeitschrift an, die Printausgabe einzustellen und im Juni auf ein digitales Format umzustellen.
Im Juni 2016 wurden Jet und die Schwesterpublikation Ebony nach 71 Jahren von Johnson Publishing an die Clear View Group, eine in Austin, Texas, ansässige Kapitalbeteiligungsgesellschaft, für einen nicht genannten Betrag verkauft, wobei der Verkauf jedoch nicht die Fotoarchive umfasste. Im Juli 2019, drei Monate nachdem Johnson Publishing Konkurs angemeldet hatte, verkaufte es seine historischen Jet- und Ebony-Fotoarchive an ein Stiftungskonsortium, um sie der Öffentlichkeit zugänglich zu machen.
Im Jahr 2020 ersteigerte Ulysses „Junior“ Bridgeman, ein ehemaliger NBA-Basketballspieler, für 14 Millionen Dollar das Vermögen der Ebony Media. Neue Geschäftsführerin wurde Michele Ghee.

## Themen
Die Berichterstattung der Zeitschrift umfasst: Mode- und Schönheitstipps, Unterhaltungsnachrichten, Dating-Ratschläge, politische Berichterstattung, Gesundheitstipps und Diätratgeber sowie die Berichterstattung über Veranstaltungen.
Das Titelfoto entspricht in der Regel dem Schwerpunkt der Hauptstory. Einige Beispiele für Titelgeschichten sind die Hochzeit eines Prominenten, der Muttertag oder die Würdigung der Leistungen eines bemerkenswerten Afroamerikaners.
Viele Themen werden behandelt, um der afroamerikanischen Gemeinschaft zu zeigen, dass sie, wenn sie ein Ziel erreichen will, bereit sein muss, dafür zu arbeiten. Jet behauptet auch, jungen weiblichen Erwachsenen Selbstvertrauen und Stärke zu geben, weil die darin vorgestellten Frauen stark und erfolgreich sind.
Seit 1952 gab es in Jet eine ganzseitige Rubrik mit dem Titel „Beauty of the Week“. Dieses Feature enthält ein Foto einer afroamerikanischen Frau im Badeanzug (entweder ein- oder zweiteilig, aber niemals nackt), zusammen mit ihrem Namen, Wohnort, Beruf, Hobbys und Interessen. Viele der Frauen sind keine professionellen Fotomodelle und reichen ihre Fotos ein, damit die Zeitschrift sie berücksichtigen kann. Ziel des Magazins war es, die Schönheit afroamerikanischer Frauen darzustellen und deren Selbstvertrauen zu stärken.
Ähnlich wie Essence beklagt Jet stets Rassismus in den Mainstream-Medien, insbesondere die negative Darstellung schwarzer Männer und Frauen.